# Parán (Israel)
Parán (en hebreo: פארן‎) es un moshav ubicado en el distrito Sur de Israel. Situado en el valle de Aravá, alrededor de 100 km al norte de Eilat, recae bajo la jurisdicción del concejo regional de Aravá Central. En 2023 tenía una población de 1013 habitantes.

## Historia
Parán fue fundado originalmente como un kibutz el 25 de noviembre de 1971 por un grupo de jóvenes del Nájal, y fue nombrado con el nombre de un uadi vecino, Nájal Parán. En 1975 fue convertido en moshav.
El moshav también lleva el nombre de un pasaje del Libro del Génesis (21:20-21): "Y Dios estaba con el muchacho, que creció y habitó en el desierto y se hizo arquero. Y habitó en el desierto de Parán, y su madre tomó para él una mujer de la tierra de Egipto".
El moshav cuenta con una variedad de servicios comunitarios que incluyen guardería, club de miembros, club juvenil, piscina, garaje público, gimnasio, jardines y una biblioteca pública.

## Economía
El moshav tiene 150 unidades agrícolas familiares de 50 dunams (50.000 m²), en un área total de 7500 dunams (7.5 km²). El moshav se basa principalmente (más del 80%) en cultivos de pimiento de alta calidad, que se exportan a Estados Unidos y Europa. Otros cultivos son las plantaciones de flores y dátiles para la exportación.
Además, 14 de las familias tienen un establo de 40 a 45 vacas lecheras cada una. Entre las ramas agrícolas más pequeñas se encuentran un huerto de palmeras datileras y producción de pavos.
Algunas familias del moshav complementan sus ingresos con otras actividades, como una escuela de equitación, una pastelería, un taller de carpintería, viveros de plántulas de hortalizas y flores, e industrias artesanales que producen artículos de artesanía y excursiones turísticas en jeep.
En 2008, las nuevas reglas en Israel hicieron que la energía solar fuera rentable. Algunas familias comenzaron a producir electricidad (comercialmente) a partir de plantas de energía fotovoltaica de 50 kWp (por familia), aprovechando la alta radiación solar diaria de la zona y el clima seco característico del Aravá.